# Johannes Herold (Komponist)
Johannes Herold (auch Johannes Heroldt; * um 1550 in Jena; † am 8. September 1603 in Weimar) war ein deutscher Kantor und Komponist der Renaissancezeit.

## Leben
Spätestens 1593 wurde Herold Kantor der evangelischen Stiftsschule in Klagenfurt. 1594 wurde seine sechsstimmige, deutschsprachige Matthäuspassion in Motettenform in Graz gedruckt; sie gilt als Hauptwerk der protestantischen Musik Innerösterreichs im 16. Jahrhundert. 1595 wurde er, nachdem er zuvor schon den Figuralgesang angeleitet hatte, Leiter des Chors an der Stadtpfarrkirche St. Egid. Im selben Jahr heiratete er die aus Klagenfurt stammende Maria Khaiser.
1601 musste er wegen der Gegenreformation seine Stelle in Klagenfurt aufgeben, wofür er mit einem Jahresgehalt abgefunden wurde. Er wurde zunächst fürstlicher Hofkapellmeister im thüringischen Altenburg und wechselte 1602 mit dem Hof nach Weimar. Dort verstarb er am 8. September 1603.

## Werke
- Historia des Leidens und Sterbens unsers Herrn und Heilands (Matthäuspassion); herausgegeben von Hans Joachim Moser, Akademische Druck- und Verlagsanstalt, Graz 1955.[1]

Weitere Werke von Herold sind nicht überliefert. Zwei Sammlungen mehrstimmiger deutscher Lieder, die Georg Draudius erwähnt, konnten bislang nicht bibliothekarisch nachgewiesen werden und sind wahrscheinlich verloren.

## Einspielungen
- Michael Paumgarten, Ensemble Triagonale: Johannes Heroldt: Matthäuspassion. Teodoro Clinio: Passio secundum Joannem. CPO 5550252.
- Ensemble Vocal Sagittarius: Passionen. Von Burck, Herold, Demantius. Erato 2292-45463-2.